# Печатка Південної Кароліни

Велика печатка штату Південна Кароліна

Велика печатка штату Південна Кароліна (англ. The Great Seal of the State of South Carolina) — один з державних символів штату Південна Кароліна, США.

## Дизайн
Зображення на печатці штату містить дві еліптичні фігури, пов'язані між собою пальмовими гілками. У центрі лівого еліпса знаходиться міцне пальмове дерево, що піднімається над іншим зламаним деревом. Сцена символізує бій 28 червня 1776 року між захисниками недобудованого форту на острові Саллівана і з'єднаннями британського флоту, при цьому високе пальмове дерево алегорично представляє захисників форту. Гострі листя цього дерева позначають 12 перших штатів країни, нижче майорить стрічка з латинським написом «Quis separabit?» («Хто відділить нас?»). У верхній частині еліпса написано назву штату «Південна Кароліна», в нижній — напис латиною «Animis Opibusque Parati» («Готові душею і дією»).
У другому еліпсі печатки штату зображено жінку, що йде уздовж заваленого зброєю берега. Символізм фігури укладений в образі надії з лавровою гілкою в руці і сонцем, що сходить позаду неї. У нижній частині еліпса — латинське слово «Spes» («Надія»), у верхній частині розташовано офіційний девіз штату «Dum spiro spero» («Поки дихаю, сподіваюся»).